# 古田孝之
古田 孝之（ふるた たかゆき、1935年1月8日 - 2016年6月27日）は、日本の数学者。学位は、理学博士。
福島県いわき市生まれ。福島県立平工業高等学校、東北大学を卒業後、茨城大学、弘前大学、東京理科大学を経て、弘前大学名誉教授。叙従四位。
1987年にレウナー・ハインツの不等式の拡張である古田不等式を確立、作用素論における作用素不等式の発展に大きく貢献した。わずか1ページ、24行の論文は「短編の珠玉編」と称えられた。

## 受賞歴
- 2001年 - 日本数理科学協会（英語版）国際学術賞

## 主な著書
- Invitation to linear operators. From matrices to bounded linear operators on a Hilbert space. Taylor & Francis, Ltd., London, 2001. x+255 pp. ISBN 0-415-26799-4.
- 『線形作用素への誘い―行列からヒルベルト空間上の有界線形作用素へ』　（培風館、2001年）
- 『もっとMathematicaで数学を』　（培風館、2002年）
- 『明解講義 微分方程式』　（培風館、2002年）